# Roaring Rapids (Six Flags Magic Mountain)
Roaring Rapids is een rapid river in Six Flags Magic Mountain.

## Algemene Informatie
Roaring Rapids is in 1981 gebouwd door Intamin AG. De capaciteit per boot bedraagt 12 personen. Eigenlijk wilde Six Flags op de plek van Roaring Rapids een achtbaan hebben, toen echter bleek dat de ruimte hier te klein voor zou zijn, werd er gekozen voor Roaring Rapids.